# Dolný Chotár
Dolný Chotár es un municipio del distrito de Galanta en la región de Trnava, Eslovaquia, con una población estimada a final del año 2024 de 344 habitantes.
Se encuentra ubicado en el centro-sur de la región, en la depresión danubiana y cerca del río Váh (cuenca hidrográfica del Danubio) y de la región de Bratislava.

## Demografía
| Año        | 1994 | 2004    | 2014      | 2024     |
| ---------- | ---- | ------- | --------- | -------- |
| Población  | 221  | 205     | 432       | 344      |
| Diferencia |      | −7,23 % | +110,73 % | −20,37 % |

| Año        | 2023 | 2024    |
| ---------- | ---- | ------- |
| Población  | 341  | 344     |
| Diferencia |      | +0,87 % |